# Danska Hall of Fame
Danska Hall of Fame är en samling bysten av några av de största danska idrottspersonligheterna genom tiderna. Samlingen är utställd hos Danmarks idrottsförbund (DIF) i Idrættens hus i Brøndby.
Följande sportspersonligheder har invalts i Hall of Fame till 2024):
| Medlem                          | Sportgren                                     | Invald |
| ------------------------------- | --------------------------------------------- | ------ |
| Paul Elvstrøm                   | Segling                                       | 1992   |
| Erik Hansen                     | Kajak                                         | 1992   |
| Lis Hartel                      | Ridsport                                      | 1992   |
| Ragnhild Hveger                 | Simning                                       | 1992   |
| Erland Kops                     | Badminton                                     | 1992   |
| Lene Køppen                     | Badminton                                     | 1992   |
| Knud Lundberg                   | Fotboll, utomhushandboll, handboll och basket | 1992   |
| Kurt Nielsen                    | Tennis                                        | 1992   |
| Ole Olsen                       | Speedway                                      | 1992   |
| Ole Ritter                      | Cykling                                       | 1992   |
| Niels Fredborg                  | Cykel                                         | 1993   |
| Gunnar "Nu" Hansen              | Journalist                                    | 1993   |
| Leif Mortensen                  | Cykling                                       | 1994   |
| Allan Simonsen                  | Fotboll                                       | 1995   |
| Erik Gundersen                  | Speedway                                      | 1996   |
| Morten Frost                    | Badminton                                     | 1997   |
| Morten Olsen                    | Fotboll                                       | 1998   |
| Preben Elkjær                   | Fotboll                                       | 1999   |
| Tom Bogs                        | Boxning                                       | 2002   |
| Anja Andersen                   | Handboll                                      | 2007   |
| Michael Laudrup                 | Fotboll                                       | 2007   |
| Peter Schmeichel                | Fotboll                                       | 2008   |
| Wilson Kipketer                 | Friidrott                                     | 2008   |
| Jesper Bank                     | Segling                                       | 2009   |
| Poul Erik Høyer                 | Badminton                                     | 2010   |
| Hans Nielsen                    | Speedway                                      | 2011   |
| Camilla Andersen                | Handboll                                      | 2012   |
| Camilla Martin                  | Badminton                                     | 2013   |
| Brian Laudrup                   | Fotboll                                       | 2014   |
| Lars Christiansen               | Handboll                                      | 2015   |
| Peter Gade                      | Badminton                                     | 2016   |
| Eskild Ebbesen                  | Rodd                                          | 2017   |
| Tom Kristensen                  | Motorsport                                    | 2018   |
| Lotte Friis                     | Simning                                       | 2019   |
| Mikkel Kessler                  | Boxning                                       | 2020   |
| Mads Rasmussen och Rasmus Quist | Rodd                                          | 2021   |
| Sara Petersen                   | Friidrott                                     | 2022   |
| Caroline Wozniacki              | Tennis                                        | 2023   |
| Lasse Svan Hansen               | Handboll                                      | 2024   |
| Pernille Blume                  | Simning                                       | 2025   |

DIF har bara samling på låns fram till att ett idrottsmuseum byggs. DIF förpliktar sig också att årligen betala för en ny byst.